# Eagle (condado de Richland, Wisconsin)
Eagle es un pueblo ubicado en el condado de Richland en el estado estadounidense de Wisconsin. Los resultados del Censo de 2010 arrojaron que contaba con una población de 531 habitantes y una densidad poblacional de 5,75 personas por km². Se encuentra a la orilla del río Wisconsin, a poca distancia de su desembocadura en el Misisipi.

## Geografía
Eagle se encuentra ubicado en las coordenadas 43°14′41″N 90°29′23″O / 43.24472, -90.48972. Según la Oficina del Censo de los Estados Unidos, Eagle tiene una superficie total de 92.35 km², de la cual 90.2 km² corresponden a tierra firme y (2.33%) 2.15 km² es agua.

## Demografía
Según el censo de 2010, había 531 personas residiendo en Eagle. La densidad de población era de 5,75 hab./km². De los 531 habitantes, Eagle estaba compuesto por el 97.74% blancos, el 0% eran afroamericanos, el 0.19% eran amerindios, el 0% eran asiáticos, el 0.38% eran isleños del Pacífico, el 0.75% eran de otras razas y el 0.94% pertenecían a dos o más razas. Del total de la población el 1.69% eran hispanos o latinos de cualquier raza.